# مضاد اضطراب النظم

جهد فعل القلب.

مضادات اضطراب النظم هي أدوية لعلاج اضطرابات النظم والمحافظة على نظم القلب الطبيعي. تؤثر مضادات إضطراب النظم على الغشاء الخلوي وبالذات على جهد الفعل، حيث تعمل على رفع استقرارية الغشاء الخلوي الناقل للشارة المحفزة للعضلة القلبية. تختلف مضادات اضطراب النظم في آلية عملها، وتأثيرها على نظم القلب، كما تختلف فيما بينها في النجاح سريرياً في التقليل من مخاطر المضاعفات النظمية. تاريخياً قُسمت مضادات اضطراب النظم إلى 5 فئات بحسب تقسيم العالمين فاوغان وويليامز الذي طُرح في عام 1970 وأضيفت الفئة الخامسة له لاحقاً.

## تقسيم مضادات اضطراب النظم
نظراً للكم الكبير من الأدوية المضادة لاضطراب النظم، فإنه من المفيد تقسيم هذه الأدوية إلى مجموعات أو فئات ذات صفات متشابهة. لم ينجح العلماء إلى الآن في تقسيم مضادات اضطرابات النظم تقسيماً وظيفياً يراعي الاستطبابات أو النواحي العلاجية. قام فاوجان وويليامز في عام 1970 بنشر تقسيم ما زال يستخدم يُعرف باسمهما (بالإنجليزية: Vaughan Williams Classification)‏ K، هذا التقسيم يُراعي أثر مضادات اضطراب النظم على جهد الفعل (بالإنجليزية: Action potential)‏ من خلال تأثيراتها على قنوات الغشاء الخلوي الناقلة للكاتيونات والأيونات أثناء الاستقطاب وإزالة الاستقطاب. كان هذا التصنيف يحتوي في الأصل على 4 فئات رئيسية، تمت إضافة الفئة الخامسة لاحقاً لتشمل مضادات نظمية أخرى لا تدخل في أيٍ من الفئات الرئيسية الأربع.
- الفئة الأولى وتشمل حاصرات قنوات الصوديوم.
- الفئة الثانية وتشمل مثبطات الجملة الودية مثل حاصرات بيتا.
- الفئة الثالثة وتشمل حاصرات قنوات البوتاسيوم.
- الفئة الرابعة وتشمل حاصرات قنوات الكالسيوم.
- الفئة الخامسة وتشمل مضادات تعمل بآليات أخرى لا تدخل في الفئات السابقة.

### جدول استعراض فئات مضادات النظم
| الفئة   | الفئة   | أمثلة                                                     | بالإنجليزية                                               | مبدأ العمل |
| ------- | ------- | --------------------------------------------------------- | --------------------------------------------------------- | --- |
| الأولى  | أ       | - كينيدين - بروكاييناميد - ديسوبيراميد                    | - Quinidine - Procainamide - Disopyramide                 | حاصرات قنوات الصوديوم، تُطيل مدة "عودة الاستقطاب"                                                                      |
| الأولى  | ب       | - ليدوكايين - فنيتوين - مكسيليتين                         | - Lidocaine - Phenytoin - Mexiletine                      | حاصرات قنوات الصوديوم، تُقصّر مدة "عودة الاستقطاب"                                                                      |
| الأولى  | ج       | - فليكاينيد - بروبافينون - موريسيزين                      | - Flecainide - Propafenone - Moricizine                   | حاصرات قنوات الصوديوم، بدون تأثير على مدة "عودة الاستقطاب"                                                            |
| الثانية | الثانية | - بروبرانولول - إسمولول - تيمولول - ميتوبرولول - أتينولول | - Propranolol - Esmolol - Timolol - Metoprolol - Atenolol | حاصرات بيتا، تقلل أثر الجملة الودية على القلب، تقلل نسب الوفيات بعد الإصابة بالجلطة القلبية وتقلل خطر التسارع البطيني |
| الثالثة | الثالثة | - أميودارون - سوتالول - إيبوتيليد - دوفيتيليد             | - Amiodarone - Sotalol - Ibutilide - Dofetilide           | حاصرات قنوات البوتاسيوم، تؤخر "إزالة الاستقطاب"، تطيل فترة دور الحران.                                                |
| الرابعة | الرابعة | - فيراباميل - ديلتيازيم                                   | - Verapamil - Diltiazem                                   | حاصرات قنوات الكالسيوم.                                                                                               |
| الخامسة | الخامسة | - أدينوسين - ديجيتاليس - أتروبين                          | - Adenosine - Digitalis - Atropine                        | أخرى: وتشمل مضادات تعمل بآليات أخرى لا تدخل في الفئات السابقة.                                                        |

## الفئة الأولى

### الفئة الأولى (أ)

تأثير مضادات الفئة الأولى (أ) على جهد الفعل.

تقوم المضادات من الفئة الأولى (أ) على تعطيل قنوات الصوديوم في غشاء الخلية بارتباطه بالقنوات في وضعها المفتوح، ويعتمد أثره على سرعة القلب، حيث تزيد فاعليتها مع تسارع دقات القلب. من خلال تعطيل قنوات الصوديوم تعمل على إطالة مدة جهد الفعل (بالإنجليزية: Action potential)‏. ومن خلال تأثيرها على قنوات البوتاسيوم فإنها تطيل أيضاً دور الحِران.
الاستخدامات والاستطبابات: تستخدم الفئة الأولى (أ) في معالجة التسارعات القلبية وخوارج الانقباض البطينية وفوق البطينية، كما تستخدم في علاج والوقاية من الرجفان الأذيني.

### الفئة الأولى (ب)

تأثير مضادات الفئة الأولى (ب) على جهد الفعل.

تقوم المضادات من الفئة الأولى (ب) بالارتباط بقنوات الصوديوم في فترة عدم الفعالية، لتنفصل عنه بعد فترة قصيرة خلال فترة عودة الاستقطاب (بالإنجليزية: Repolarisation)‏ أي خلال الانبساط (بالإنجليزية: Diastole)‏، مما يجعل أثر هذه الفئة معتمداً على سرعة القلب، فتزداد فاعليتها عند تسرع القلب بسبب قصر فترة الانبساط وهي فترة انفصالها عن قنوات الصوديوم. كما تمتاز هذه الفئة بتأثر أُلفَتِها لقنوات الصوديوم بمستوى الجهد الغشائي، لذا فإن لها القدرة على التأثير على الأنسجة المجاورة للمناطق المجلوطة من نسيج العضلة القلبية، وتمنع نشأة الاضطرابات النظمية الخطيرة.
الاستخدامات والاستطبابات: تستخدم الفئة الأولى (ب) في احباط التسرعات البطينية وبخاصة في الاضطرابات الإقفارية.

### الفئة الأولى (ج)

تأثير مضادات الفئة الأولى (ج) على جهد الفعل.

تقوم هذه المضادات أيضا بالارتباط بقنوات الصوديوم ولكن دون تأثير يُذكر على مدة «عودة الاستقطاب»، وتأثيرها يعتمد أيضاً على سرعة القلب، ويحتاج إلى تسرع قلبي ليصبح فاعلاً. أشارت العديد من الدراسات مؤخراً إلى أخطار استعمال هذه الفئة من الأدوية، وبالأخص التسبب في رجفان بطيني وتسرعات بطينية خطيرة، لذا صار يُنصح بعدم استخدام هذه الفئة من الأدوية، أو أخذ الحيطة والحذر عند استخدامها وبخاصة عند مرضى القلب.
الاستخدامات والاستطبابات: نظراً لما أسلفنا حول أخطار استخدام هذه الفئة عند مرضى القلب، فإن استخداماتها انحصرت في السنوات الأخيرة عند أصحاء القلب والذين يكون اضطراب النظم عندهم غير ناتج عن مرض عضوي في القلب. ومثال ذلك استخدام هذه الفئة في علاج الرجفان الأذيني والرفرفة الأذينية عند مرضى العيادات (بالإنجليزية: Outpatient)‏ دون الحاجة لإدخالهم للمشافي فيما يُعرف بمبدأ حبة الدواء في الجيب (بالإنجليزية: Pill in the Pocket)‏. هنا يتناول المريض حبة الدواء التي يحملها معه في جيبه عندما يشعر بقدوم نوبة جديدة من التسرع القلبي، لينهي هذه النوبة دون الحاجة لدخوله المستشفى.

## الفئة الثانية (حاصرات بيتا)
هذه الفئة تشمل مجموعة متقاربة كيميائياً من الأدوية جوهرها مركب إيزوبروبانول، وتقوم هذه المركبات بإحصار مستقبلات بيتا من الجملة الودية، والتقليل من أثر الأدرينالين على خلايا القلب. حيث أن القلب يحوي على مستقبلات للأدرينالين من الفئة (ب) (بالإغريقية: بيتا) وبخاصة الفئة (ب) 1 (والملقبة ß1)، حيث يؤدي إحصار هذه المستقبلات إلى:
- التقليل من سرعة القلب
- التقليل من استثارة خلايا القلب
- التقليل من استهلاك خلايا القلب للأكسجين
- التقليل من التقلص العضلي للقلب
- تخفيض ضغط الدم

وتتركز الآثار النظمية لحاصرات بيتا في:
- تقليل سرعة نقل الشارة الناقلة في النسيج القلبي، ومن ثم التقليل من سرعة القلب.
- تقليل فُرَص نشوء لانظميات قلبية.
- إبطاء نقل الشارة عبر العقدة الأذينية البطينية.
- تطويل مدة دور الحران، وبالتالي حماية القلب من اللانظميات القلبية.

وتعتبر حاصرات بيتا من الأدوية النظمية التي أثبتت فائدتها العلاجية عند مرضى الجلطة القلبية وبخاصة في تقليل نسب الوفيات.

## الفئة الثالثة

تأثير مضادات الفئة الثالثة على جهد الفعل.

هذه الفئة تشمل حاصرات قنوات البوتاسيوم، حيث يلعب إخراج البوتاسيوم من الخلية دوراً مهماً في إعادة الاستقطاب، لذا فإن اعتراض قنوات البوتاسيوم يؤدي إلى تبطيئ عملية إعادة الاستقطاب، ومن ثم زيادة طول دور الحِران، وهو ما يعني التقليل من احتمالات حدوث خوارج نظمية، ويقلل من سرعة استثارة الخلايا القلبية.
من ناحية أخرى فإن هذه الفئة توصف بأنها مجموعة الأدوية النظمية التي تطيل فترة جهد الفعل، غير أنها أيضاً تطيل فترة كيو تي مما قد يؤدي لحدوث اضطرابات نظمية من نوعية تورساد دي بوانت الخطيرة (أحد أنواع الرجفان البطيني)، لذا فإن استخدام هذه الفئة لا يتم إلا بحذر مع قياس فترة كيو تي عن طريق مخطط القلب الكهربائي قبل إعطاء الدواء بشكل دوري.
الاستخدامات والاستطبابات: تتعدد استخدامات الفئة الثالثة بحسب العنصر الدوائي المستخدم، حيث تتفاوت عناصر هذه المجموعة في فعاليتها واستطباباتها كما يلي:
- أميودارون: ويمتاز بطول العمر النصفي الذي يتراوح ما بين 25 و60 يوماً. يعتبر الأميودارون من أشهر العناصر وأكثرها استخداماً، حيث يمكن استخدامه في علاج التسارعات القلبية البطينية وفوق البطينية. حيث يتم استخدامه في تقويم النظم الدوائي،[13] كما يتم استخدامه في علاج اللانظميات الخطرة وبخاصة في علاج الرجفان البطيني أثناء عملية الإنعاش القلبي الرئوي.[14]
- سوتالول: وهو عبارة عن راسمي يتكون من متزامر فراغي أيمن يعمل كمضاد للنظم من الفئة الثالثة، بينما متزامره الأيسر يعمل كحاصر بيتا.[6] وأثبتت الدراسات السريرية عدم فاعلية أي من المتزامرين وحده، وأن الأثر الدوائي يعتمد على الخليط الراسمي.[6] يُستخدم السوتالول في علاج التسارعات البطينية وفي علاج الرجفان الأذيني والرفرفة الأذينية.[12]

الآثار الجانبية: عند استخدام مضادات النظم من الفئة الثالثة لابد من مراقبة فترة كيو تي لتجنب نشوء اضطرابات نظمية بطينية خطيرة، كما قد يؤدي استخدام أدوية الفئة الثالثة إلى بطء قلبي وإلى إحصار أذيني بطيني. وللأميودارون آثار جانبية خاصة تتعلق باضطرابات الغدة الدرقية و«التكلس الرئوي»، كما يمكن أن يؤدي إلى «الْتِهابُ الجِلْدِ الضَّوئِيُّ السُّمِّي» وغيرها من الآثار الجانبية الأخرى.

## الفئة الرابعة
وتشمل حاصرات قنوات الكالسيوم، حيث أن انتقال الشارة الناقلة في عضلة القلب وخلال العقدة الأذينية البطينية يعتمد على قنوات الكالسيوم، التي تتحكم بدخول الكالسيوم إلى داخل الخلايا القلبية. تقوم حاصرات قنوات الكالسيوم بتأخير نقل الشارة الناقلة، لذا تستخدم في علاج تسارعات القلب فوق البطينية (التسارعات الأذينية) حيث تبطئ انتقال الشارة عبر العقدة الأذينية البطينية.
أبرز ممثلي هذه الفئة:
- فيراباميل (بالإنجليزية: Verapamil)‏
- ديلتيازيم (بالإنجليزية: Diltiazem)‏

الاستخدامات والاستطبابات:
تستخدم مضادات اضطراب النظم من الفئة الرابعة في علاج التسارعات فوق البطينية مثل الرجفان الأذيني والرفرفة الأذينية.
الآثار الجانبية: لحاصرات قنوات الكالسيوم فعالية في تخفيض ضغط الدم، لذا فاستخدامها لمعالجة اضطرابات النظم، قد يؤدي إلى خفض ضغط الدم حتى عند المرضى الذين لا يُعانون من فرط ضغط الدم، لذا يُفضل قياس ضغط الدم عند العلاج بحاصرات قنوات الكالسيوم. كما أن لهذه المجموعة أثرا سلبيا على تقلص العضلة القلبية. بسبب فعاليتها في تبطيء نبض القلب فإنها قد تؤدي إلى بطء قلبي أو إلى إحصار أذيني بطيني، بسبب اشتراك الفئة الثانية والرابعة في تثبيط انتقال الشارة الناقلة عبر العقدة الأذينية البطينية فإنه لا يجوز استخدام كلتا الفئتين مع نفس المريض. من الآثار الجانبية الأخرى الصداع ووذمات، بَيغ (احمرار الوجه والعنق العابر) (بالإنجليزية: Flush)‏، والأرجية (حساسية).

## الفئة الخامسة
تشمل الفئة الخامسة - والتي تمت إضافتها لاحقاً - مضادات لاضطرابات النظم لها آلية عمل أخرى غير الفئات الأربع السابقة، أو آلية عمل غير معروفة على وجه التحديد. من الأمثلة على الفئة الخامسة:

### أدينوسين

تركيبة الأدينوسين.

أدينوسين: (بالإنجليزية: Adenosine)‏ وهو حمض نووي قصير العمر النصفي في الدم، حيث لا تتجاوز مدة بقائه في الدم الثوان القليلة. لذا فإن استخدام الأدينوزين يكون عبر الوريد وبسرعة. يؤدي الأدينوسين إلى إحصار أذيني بطيني كامل لعدة ثوانٍ، ثم يزول أثره بعد عدة ثوانٍ.

#### الاستخدامات والاستطبابات
عادةً ما يُستخدم الأدينوسين في إيقاف تسارعات «إعادة الدخول» (بالإنجليزية: Reentry Tachycardia)‏ والتي تنجم عن دخول مبكر للشارة المحفزة من البطين إلى الأذين، ومن ثم إعادة دخولها للبطين بشكل متكرر ومتسارع عبر العقدة الأذينية البطينية، فيُصار إلى قطع الطريق على الشارات العائدة بإحصار العقدة الأذينية البطينية التام عن طريق استخدام الأدينوسين. وبسبب قصر عمر الأدينوسين فإن هذا الإحصار رجعي بعد تحلل الأدينوسين وإطراحه.

#### آثار جانبية
برغم قصر عمر الأدينوسين في الدورة الدموية إلا أن استخدامه يؤدي في أحيان لبَيغ (احمرار الوجه والعنق العابر)، وأحياناً يشعر المريض بضيق نفس، أو هبوط في الضغط. بسبب تأثيره على العقدة الأذينية البطينية فإنه قد يؤدي إلى صمت قلبي، ولكن بسبب قصر العمر النصفي للدواء فإنه غالباً ما يكون رجعياً.

### ديجيتاليس

تركيبة الديجيتاليس.

ديجيتاليس: (بالإنجليزية: Digitalis)‏ مركبات الديجيتاليس المستخلصة من نبات الديجيتال هي من أقدم الأدوية في علاج أمراض القلب، حيث تم استخلاصها منذ عام 1785م لعلاج قصور القلب. تقوم مركبات الديجيتاليس على تثبيط عمل مضخة الطاقة المبادلة للصوديوم والبوتاسيوم (بالإنجليزية: Na+/K+-ATPase)‏، هذا يؤدي إلى رفع تركيز الصوديوم في الخلية، وبالتالي إلى رفع مستوى الكالسيوم في الخلية عن طريق مضخة المبادلة الصوديوم والكالسيوم في جدار خلايا العضلة القلبية. ارتفاع مستوى الكالسيوم في الخلية القلبية يؤدي إلى زيادة قوة التقلص للخلايا القلبية، ومن جانب آخر تزيد مركبات الديجيتاليس - بطريق لم يتم اكتشاف كامل تفاصيله بعد - بزيادة تأثير الجملة المبهمية (اللاودية) (بالإنجليزية: Vagal nervous system)‏ على نبض القلب، والتقليل من سرعة القلب، من خلال تبطيئ سرعة خروج الشارة المحفزة عبر العقدة الجيبية الأذينية من جهة، وسرعة انتقال الشارة عبر خلايا القلب.
الاستخدامات والاستطبابات: يستخدم عقار الديجيتاليس في الحد من التسارعات الأذينية مثل الرجفان الأذيني والرفرفة الأذينية، وذلك لتقليل سرعتها دون أن يكون له دورٌ في تقويم النظم، ويدرج استخدامه مع أدوية الفئة الرابعة لزيادة الفاعلية.

تركيبة الأتروبين.

### أتروبين
- الأتروبين (بالإنجليزية: Atropine)‏ هو مستخلص نباتي يستخدم منذ القدم، حاصر لمستقبلات المُسكارين، يعمل على تثبيط تأثير الجملة اللاودية على القلب، وبالتالي يمنع أثرها المبطئ لسرعة القلب مما يساهم في علاج التباطؤات القلبية، وبخاصة تلك الناجمة عن كبح العقدة الجيبية الأذينية أو عن الإحصار الأذيني البطيني.[22]

## الفائدة من استخدام مضادات اضطراب النظم - نقاش
تعرضت مضادات اضطرابات النظم في السنين الأخيرة لانتقادات حادة، إثر ظهور عدد من الدراسات التي شككت في فائدتها المرجوة للمرضى، حيث أن اختراع مزيل الرجفان المغروس أصبح العلاج الأنجع في مواجهة التسارعات البطينية، وحقق نجاحاً أكبر في مواجهة اضطرابات النظم الخطيرة، بنسبة أعراض جانبية أقل بكثير من تلك التي قد تنجم عن استخدام مضادات اضطراب النظم مثل الأميودارون أو السوتالول. وفي دراسة أخرى أُثيرت الشكوك حول استخدام مضادات اضطراب النظم في علاج الرجفان الأذيني بسبب حدوث أعراض جانبية خطيرة، خاصة عند مرضى ضعف العضلة القلبية. ومثل ذلك ينطبق على علاج تباطؤات القلب، والتي يكمن علاجها بزراعة منظم خطى القلب بشكل آمن من العلاج بمضادات اضطراب النظم. مما يقصر استخدام هذه الفئة من الأدوية على علاج الحالات الحادة. إلا أن هناك بعض مضادات اضطراب النظم التي أثبتت فائدتها في التقليل من نسب الوفيات، مثل حاصرات بيتا التي ثبتت فائدتها لمرضى الجلطة القلبية. من هنا فإن استخدام مضادات اضطراب النظم كعلاج لفترة طويلة، لابد أن تسبقه موازنة للفوائد والمضار، وتقييم صحيح للفائدة المرجوة منها.

## وصلات خارجية
- مضادات اضطراب النظم من موقع منتدى الأطباء (بالإنجليزية)
- مضادات اضطراب النظم من موقع Drugs.com (بالإنجليزية)
- مقدمة عن مضادات اضطراب النظم (بالإنجليزية)